# محمد مهدي الخرسان
محمد مهدي بن حسن الخرسان (22 ديسمبر 1928 - 17 سبتمبر 2023) هو عالم مسلم شيعي عراقي من مواليد النجف ومحقق وباحث وأديب تخصص في التحقيق وكتابة التراجم والسير والرواية، من أسرة علمية عمل بعض رجالاتها في سدانة الروضة الحيدرية. لقبت أسرته بالخرسان نسبة إلى أبي الفتح الأخرس الذي ينتهي نسبه إلى السيد محمد العابد بن الإمام موسى بن جعفر الكاظم. والده حسن الموسوي الخرسان له العديد من الأعمال العلمية والتحقيقات للكتب التراثية وكتب أصول الرواية والحديث.

## دراسته
نشأ في أسرة علمية ثم دخل الكتّاب، وبعدها انخرط بالدراسة في مدارس «منتدى النشر» وواصل تحصيله في أروقة الحوزة العلمية فاجتاز مرحلة السطوح والبحث الخارج. كما ارتاد مجالس النجف العلمية والأدبية، والتزم بمساعدة والده في مهماته واعماله العلمية وتحقيقاته للكتب التراثية وكتب أصول الرواية والحديث، وهو مجاز برواية الحديث عن والده.
ومن أساتذته في الحوزة: والده حسن الموسوي الخرسان وأبو القاسم الخوئي ومحمد علي الأوردبادي وعبد الحسين الأميني، كما لازم لفترة آغا بزرك الطهراني.

## مؤلفاته
- «غريب القرآن»
- «عبد الله بن العبّاس»
- «نشوة الأماني»
- «رسالة في الشورى»
- «قلائد العقيان في تاريخ آل الخرسان»
- «انتخاب الحِسان في لسان الميزان»
- «منظومة في نسب آل الخرسان»
- «كتاب المحسن السبط مولود أم سقط»
- «السجود على التربة الحسينية»
- «مزيل اللبس في مسألتي شق القمر ورد الشمس»
- «مقدمات كتب تراثية»
- «علي إمام البررة»
- «حديث الرزية»
- «نهاية التحقيق»
- «حي على خير العمل»
- «السجود على التربة الحسينية»

### الكتب التي حققها
- تذكرة الألباب بأصول الأنساب - تأليف: الشيخ أبي جعفر أحمد بن عبد الولي
- روضة الواعظين- تأليف محمد بن الفتال النيسابوري